# Lasse Landevej
Lasse Landevej (fransk: Valentin le vagabond) er en humoristisk tegneserie, der handler om den Chaplin-inspirerede vagabond Lasse. Serien startede i seriebladet Pilote i 1962. På fransk tæller serien 7 officielle album, som også er udgivet i to samlebind. I 1975 udgav Lademann ét album på dansk under titlen Lasse Landevej og hans meriter: Vagabonder på vilde vover, Superserien Senior nr. 18. I 2021-2022 udgav Forlaget Zoom de to samlebind på dansk.
Serien blev skabt af forfatteren René Goscinny og tegneren Jean Tabary, mændene der også stod bag serien Iznogood. Efter nogle få korte historier overtog Tabary forfatterskabet.

## BogserienLasse Landevej
- Lasse Landevej bog 1 978-87-7021-194-9
- Lasse Landevej bog 2 978-87-7021-260-1

## Oversigt
| Lasse Landevej – oversigt |                                     |             |                                                             |              |
| Originaltitel             | Originaltitel                       | Antal sider | Dansk udgave                                                | Dansk udgave |
| Premiere                  | Originaltitel                       | Antal sider | Titel                                                       | Bog          |
| 1962-03-01                | Le snob                             | 4           | Snobben                                                     | Bog 1        |
| 1962-06-21                | La vie de château                   | 8           | Livet på slottet                                            | Bog 1        |
| 1962-12-20                | L'évadé                             | 8           | Flygtet                                                     | Bog 1        |
| 1963-06-13                | Aux sports d'hiver                  | 6           | På skiferie                                                 | Bog 1        |
| 1963-11-21 – 1964-04-23   | Le prisonnier récalcitrant          | 46          | Den uregerlige fange                                        | Bog 1        |
| 1964-04-30 – 1964-10-01   | Valentin le vagabond fait le singe  | 46          | Lasse og abemysteriet                                       | Bog 1        |
| 1964-12-10 – 1965-05-06   | Les mauvais instincts               | 44          | Vagabonder på vilde vover (SS 18) Familieforviklinger (bog) | Bog 1        |
| 1965-07-15 – 1965-10-14   | Le chef de gang                     | 28          | Gangsterchefen                                              | Bog 1        |
| 1966-04-07                | Le bouton fatal                     | 8           | Den fatale knap                                             | Bog 2        |
| 1966-06-16                | L'auto–stop                         | 8           | Lasse Landevej og kunsten at blaffe                         | Bog 2        |
| 1966-67                   | L'héritage diabolique               | 28          | Den djævelske arv                                           | Bog 2        |
| 1967                      | L'homme à abattre                   | 28          | I hælene på en morder                                       | Bog 2        |
| 1969-70                   | L'alchimiste                        | 28          | Alkymisten                                                  | Bog 2        |
| 1970                      | La réussite                         | 2           | Succesen                                                    | Bog 2        |
| 1973                      | Valentin le vagabond et les hippies | 44          | Lasse Landevej og hippierne                                 | Bog 2        |
| 1974                      | Les dévaliseurs                     | 9           | Røveren over dem alle                                       | Bog 2        |
| 1974                      | Moi j'veux bien!                    | 9           | Jeg ville så gerne være vagabond                            | Bog 2        |
| 1974                      | Aux fous!                           | 9           | Tossestreger                                                | Bog 2        |
| 1974                      | Amour quand tu nous tiens!          | 9           | Når kærligheden sidder fast                                 | Bog 2        |
| 1977                      | Dernière histoire                   | 8           | Den sidste historie                                         | Bog 2        |